# Зубово (городской округ Клин)
Зу́бово — посёлок в Клинском районе Московской области России, административный центр Зубовского сельского поселения. Население — 1074 чел. (2010). В 1994—2006 годах — центр Зубовского сельского округа.

## Расположение
Находится в 10 км к северо-востоку от города Клина, в 4 км от автодороги А108, на реке Лутосне.

## Население
| 2002 | 2006  | 2010  |
| ---- | ----- | ----- |
| 1212 | ↗1300 | ↘1074 |